# آره که میشه رفیق
آره که میشه رفیق (به انگلیسی: It Can Be Done Amigo) فیلمی است محصول سال ۱۹۷۲ و به کارگردانی مائوریتسیو لوچیدی است. در این فیلم بازیگرانی همچون باد اسپنسر، جک پالانس، رناتو سیستی، فرانسیسکو رابال، دنی ساوال، فرانکو جیاکابونی، سال بورجسه، لوچانو پیگوتسی و دالیا دی لازارو ایفای نقش کرده‌اند.